# المستوطنات الخاصة في الاتحاد السوفيتي

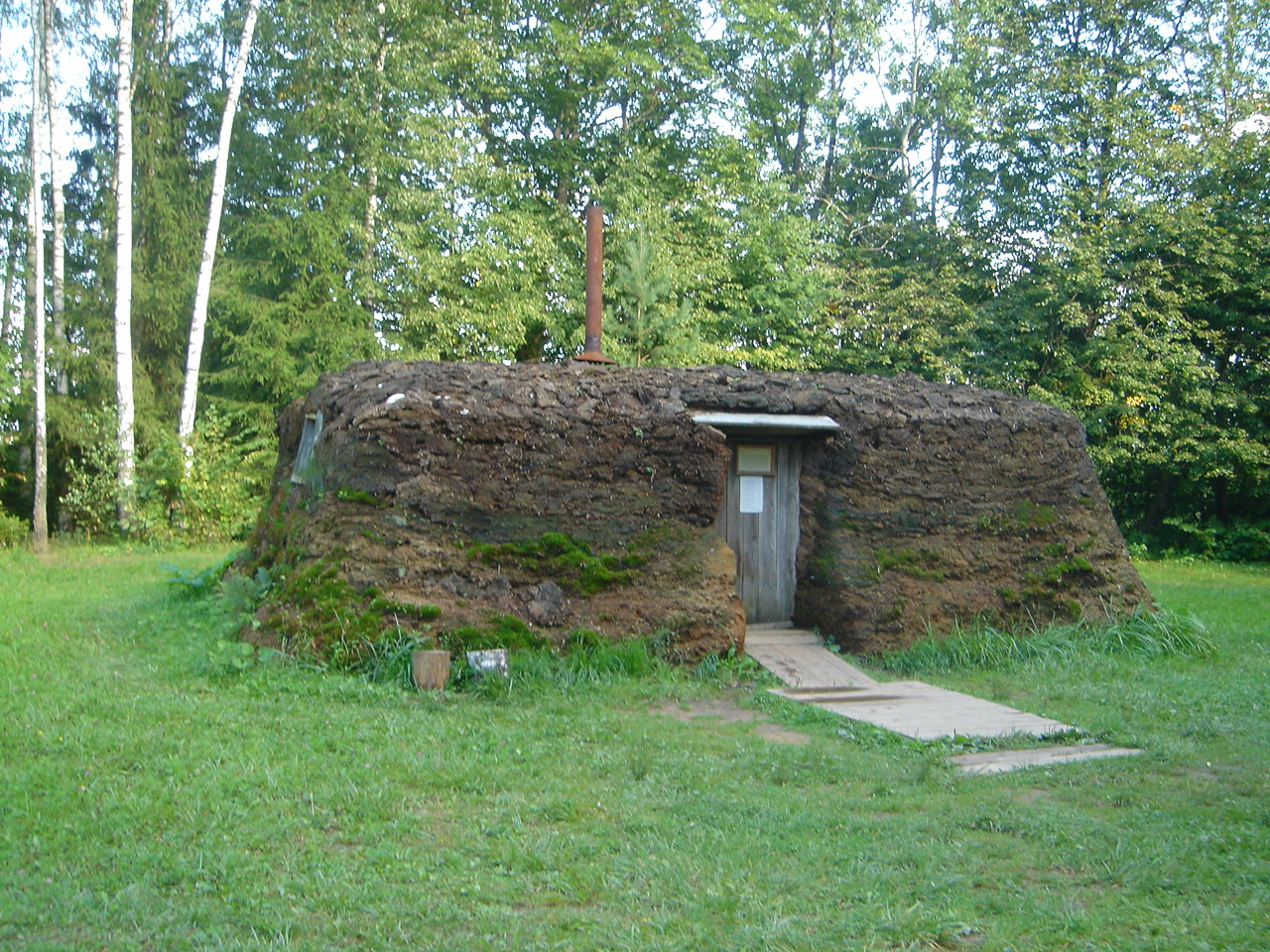

نشأت المستوطنات الخاصة في الاتحاد السوفيتي نتيجةً لعمليات نقل السكان، ونُفذت ضمن سلسلة من العمليات المنظمة حسب الطبقة الاجتماعية أو جنسية المُرحَّلين. كانت إعادة توطين "الطبقات المعادية"، كالفلاحين الميسورين وشعوب بأكملها حسب أصولها العرقية، أسلوبًا للقمع السياسي في الاتحاد السوفيتي، وإن كان منفصلًا عن نظام العمل الجزائي في معسكرات الغولاغ. لعب التوطين القسري دورًا في استعمار الأراضي البكر في الاتحاد السوفيتي. وقد ذُكر هذا الدور تحديدًا في المراسيم السوفيتية الأولى المتعلقة بمعسكرات العمل القسري. بالمقارنة مع معسكرات العمل في الغولاغ، بدت المستوطنات القسرية أشبه بمستوطنات "طبيعية": كان الناس يعيشون في عائلات، وكانت حرية الحركة أكبر قليلًا؛ إلا أنها لم تكن مسموحًا بها إلا ضمن منطقة محدودة. كان جميع المستوطنين تحت إشراف جهاز الأمن السوفيتي (NKVD)؛ وكان على الشخص التسجيل شهريًا في مكتب إنفاذ القانون المحلي في إحدى البلديات في المناطق الريفية أو في إدارة الميليشيات في المستوطنات الحضرية. باعتبارهم مواطنين من الدرجة الثانية، مُنع المهجّرون، الذين عُرفوا بـ"المستوطنين الخاصين"، من شغل وظائف متنوعة، أو العودة إلى مناطقهم الأصلية، أو الالتحاق بمدارس مرموقة، أو حتى الانضمام إلى برنامج رواد الفضاء. ونتيجةً لذلك، وصف ج. أوتو بول هذه المستوطنات الخاصة بأنها نوع من الفصل العنصري.